# Material Exchange Format
O MXF ( Material eXchange Format – é um formato aberto direccionado para o intercâmbio de material audiovisual )
Resumindo é um formato de arquivos de video, usado em Sistemas Operacionais e outros Softwares.
Sendo assim o uso desse formato não será visto pelo usuário.